# Liz Climo
Pour les articles homonymes, voir Climo.
Liz Climo, née le 24 juillet 1981 est une dessinatrice, animatrice, et autrice de livres pour enfants américaine. Elle est principalement connue pour ses bandes dessinées en ligne qu'elle poste régulièrement sur son site internet, Le Petit Monde de Liz, ainsi que la série de livres pour la jeunesse « Rory le Dinosaure ». Elle est également animatrice de la série Les Simpson depuis 2003.

## Biographie
Liz Climo est née et a grandi dans la Silicon Valley, où elle a fréquenté l'Université de San José. Avant d'obtenir son diplôme, la jeune femme a été embauchée comme animatrice pour Les Simpson et a déménagé à Los Angeles.
Après avoir travaillé dans l'industrie durant quelques années, Climo a commencé un blog sur Tumblr, où elle publie des bandes dessinées et des dessins. Le blog a finalement pris de l'ampleur, ce qui l'a conduite à lancer sa carrière dans l'édition. Depuis, Climo a travaillé comme autrice de livres pour enfants, a publié des calendriers, et a présenté une série de cartes de vœux en ligne pour les magasins Target et Walmart.
Liz Climo vit actuellement à Los Angeles avec son mari et sa fille.

## Œuvres
- Rory the Dinosaur: Me and My Dad
- Rory the Dinosaur Wants a Pet
- Rory the Dinosaur Needs a Christmas Tree
- The Little World of Liz Climo
- Lobster is the Best Medicine
- You Don't Want A Unicorn!
- Will Somebody Please Scratch My Back?

## Réception
Liz Climo et ses travaux ont fait l'objet de présentations sur  Le Huffington Post, The Toast The Daily Dot, HitFix, Flavorwire, The National Post, ainsi qu'en France dans le journal Libération.